# 欧金尼奥·蒙蒂

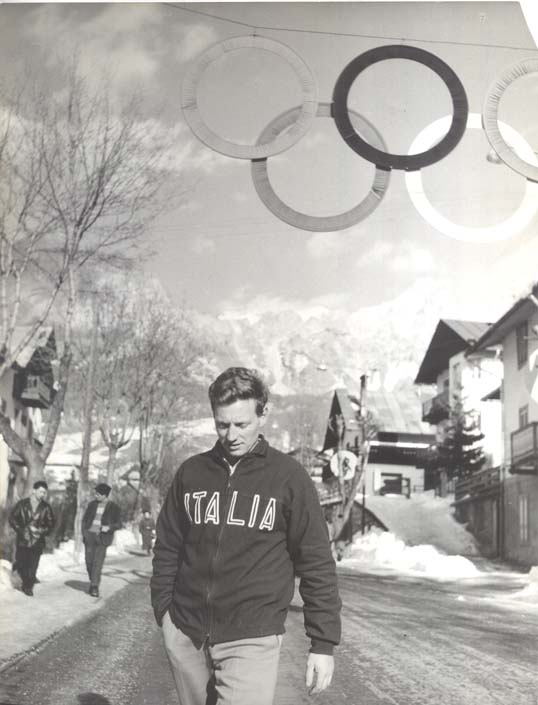
欧金尼奥·蒙蒂

欧金尼奥·蒙蒂（義大利語：Eugenio Monti，1928年1月23日—2003年12月1日），意大利男子雪车运动员。他曾代表意大利参加1956年、1964年和1968年冬季奥林匹克运动会雪车比赛，共获得二枚金牌、二枚银牌和二枚铜牌。